# Maratani
Maratani è una circoscrizione rurale (rural ward) della Tanzania situata nel distretto di Nanyumbu, regione di Mtwara. Conta una popolazione di 6 668 abitanti (censimento 2012).